# Pseudodinia slussi
Pseudodinia slussi är en tvåvingeart som beskrevs av Barber 1985. Pseudodinia slussi ingår i släktet Pseudodinia och familjen markflugor.
Artens utbredningsområde är Arizona. Inga underarter finns listade i Catalogue of Life.